# Championnat d'Ouganda de football 2002
Navigation
Édition précédente Édition suivante
La saison 2002 du Championnat d'Ouganda de football est la trente-troisième édition du championnat de première division ougandais. Les équipes engagées sont regroupées au sein d'une poule unique où elles affrontent deux fois leurs adversaires, à domicile et à l'extérieur. En fin de saison, les cinq derniers du classement sont relégués et remplacés par les cinq champions régionaux de deuxième division.
C'est le club de Villa SC, quadruple tenant du titre, qui remporte à nouveau cette saison après avoir terminé en tête du classement, avec treize points d'avance sur Express FC et quinze sur Kampala City Council. C'est le quatorzième titre de champion d'Ouganda de l'histoire du club, qui réussit le doublé en s'imposant face à Express FC en finale de la Coupe d'Ouganda.

## Participants
- Mbale Heroes
- Villa SC
- Kampala City Council
- Simba FC
- Express FC
- Police FC
- Mbarara United
- SCOUL FC
- Iganga Town Council
- Masaka Local Council
- Nile/Military Police FC[1] - Promu de D2
- Arua Garage[2] - Promu de D2
- Maji FC - Promu de D2
- Kasese Town Council - Promu de D2
- Lyantonde/URA - Promu de D2

## Compétition

### Classement
Le classement est établi sur le barème de points classique : victoire à 3 points, match nul à 1, défaite à 0.
| Rang | Équipe                   | Pts | J  | G  | N  | P  | Bp | Bc | Diff |
| ---- | ------------------------ | --- | -- | -- | -- | -- | -- | -- | ---- |
| 1    | Villa SC'T'C             | 79  | 28 | 26 | 1  | 1  | 62 | 9  | +53  |
| 2    | Express FC               | 66  | 28 | 21 | 3  | 4  | 62 | 20 | +42  |
| 3    | Kampala City Council     | 64  | 28 | 20 | 4  | 4  | 47 | 20 | +27  |
| 4    | Lyantonde/URAP           | 46  | 28 | 11 | 13 | 4  | 28 | 20 | +8   |
| 5    | Police FC                | 44  | 28 | 11 | 11 | 6  | 34 | 25 | +9   |
| 6    | Simba FC                 | 43  | 28 | 13 | 4  | 11 | 33 | 26 | +7   |
| 7    | Masaka Local Council     | 41  | 28 | 10 | 11 | 7  | 30 | 21 | +9   |
| 8    | Iganga Town Council      | 33  | 28 | 8  | 9  | 11 | 24 | 32 | -8   |
| 9    | Mbale Heroes             | 33  | 28 | 8  | 9  | 11 | 25 | 34 | -9   |
| 10   | Mbarara United FC        | 32  | 28 | 9  | 5  | 14 | 30 | 46 | -16  |
| 11   | SCOUL FC                 | 25  | 28 | 6  | 7  | 15 | 21 | 39 | -18  |
| 12   | Maji FCP                 | 23  | 28 | 7  | 2  | 19 | 25 | 53 | -28  |
| 13   | Nile/Military Police FCP | 22  | 28 | 6  | 4  | 18 | 26 | 43 | -17  |
| 14   | Arua GarageP             | 20  | 28 | 5  | 5  | 18 | 26 | 48 | -22  |
| 15   | Kasese Town Council FCP  | 9   | 28 | 1  | 6  | 21 | 14 | 53 | -39  |

|  | Qualification pour la Ligue des champions de la CAF 2003 et la Coupe Kagame inter-club 2003 |
|  | Qualification pour la Coupe des Coupes 2003                                                 |
|  | Qualification pour la Coupe de la CAF 2003 et la Coupe Kagame inter-club 2003               |
|  | Relégation en deuxième division                                                             |
|  | T : Tenant du titre C : Vainqueur de la Coupe d'Ouganda P : Promu de deuxième division      |

- Express FC, finaliste malheureux de la Coupe d'Ouganda, choisit de participer à la Coupe de la CAF plutôt qu'à la Coupe des Coupes. La place en Coupe des Coupes est donc attribuée à Police FC, qui a été éliminé par Express FC en demi-finale de Coupe.

## Bilan de la saison
| Championnat d'Ouganda de football 2002                             |                                                                          |
| Champion                                                           | Villa SC (14e titre)                                                     |
| Coupes et trophées                                                 |                                                                          |
| Vainqueur de la Coupe d'Ouganda 2002                               | Villa SC                                                                 |
| Qualifications continentales                                       |                                                                          |
| Ligue des champions de la CAF 2003                                 | Villa SC                                                                 |
| Coupe d'Afrique des vainqueurs de coupe de football 2003           | Police FC                                                                |
| Coupe de la CAF 2003                                               | Express FC                                                               |
| Coupe Kagame inter-club 2003                                       | Villa SC                                                                 |
| Coupe Kagame inter-club 2003                                       | Express FC                                                               |
| Promotions et relégations                                          |                                                                          |
| Promus en Championnat d'Ouganda de football                        | Tower of Praise TV FC Buikwe FC Akol FC Game Boys FC Kinyara FC          |
| Relégués en Championnat d'Ouganda de football de deuxième division | Nile/Military Police FC Arua Garage Maji FC Kasese Town Council SCOUL FC |